# سلوبودان رایکوویچ
 سلوبودان رایکوویچ  (به صربی: Слободан Рајковић) ، (به انگلیسی: Slobodan Rajković) (زاده ۳ فوریه ۱۹۸۹ - بلگراد) بازیکن فوتبال تیم ملی فوتبال صربستان و باشگاه هامبورگ است. رایکوویچ ۷ بازی ملی در کارنامه دارد.